# ITV (タイ)
ITV は、(Indepedent Television の略)タイの民間のテレビ放送局。 かつて1995年から2025年まで30年間に極超短波(UHF)の電波利用と経営の利権を首相府管轄次官事務所から取得されたiTV公開株式会社（iTVこうかいかぶしきがいしゃ）(iTV Public Company Limited)で運営された。1996年7月1日より放送開始。ニュース・ドキュメント番組中心に放送した。(その後、アジアドラマ、ゲーム番組等の娯楽やスポーツも放送)但し、2007年現在も利権で利用料金払い問題で放送終了し電波等で政府へ途中返上と利権も解約された。その後、首相府管轄広報局へ当局で移管し国有化されTITV (Thailand Indepedent Television)で改名となった。尚、2008年よりタイの独立法人タイ公共放送 (TPBS-Thai Public Broadcasting Service)へ再度移管し公共放送化されTPBSで改名された。(現在、Thai PBSの局名となった)以上事項で旧運営者のITV会社ではテレビ事業も廃止され財務や法的整理だけしかなく過去問題対応会社となった。
特に、組織のエピソードについて、元々はタイ大手銀行のサイアム商業銀行等で大株主理由され設立時はサイアム・インフォテインメント社名となった。及び、反政府系で知られたネーション・マルチメディア・グループとニュース放送提供等で経営提携だったが、アジア通貨危機以後は財務問題で第31代タイ国首相タクシン・シナワットが選挙前に買収し、ITVで改名しタイ証券取引所に上場した。(現在上場廃止)並びに、報道陣を解散した。現在はインタッチ・ホールディングスの子会社。

## リンク
- 公式サイト（タイ語）